# Joan Cruz
Joan Manuel Cruz Castro (Santiago, 4 de abril de 2003) es un futbolista chileno que se desempeña como mediocampista y milita en Everton de la Primera División de Chile.

## Trayectoria
Llegó a Colo-Colo a la edad de 7 años y firmó su primer contrato como jugador profesional en 2019, antes de jugar en la Copa Mundial Sub-17 de 2019. Además, jugó a Copa Libertadores Sub-20 de 2020, y sumando varios minutos en el campeonato nacional 2021. Formando parte del conjunto albo, obtuvo la Copa Chile 2021, además y la Supercopa 2022 y el Torneo de Primera División de la misma temporada. 
Tras la obtención del campeonato, no renovó su contrato con Colo-Colo, pese a que el club entendía dicho contrato renovado debido a cláusulas en este. El 5 de abril de 2023 firma por el Real Oviedo hasta 2027, pasando inicialmente a formar parte del Real Oviedo Vetusta.
El 27 de julio de 2023 es anunciada su cesión a Everton de la Primera División chilena, por el resto de la temporada 2023. En noviembre de 2023, se anuncia la renovación de su cesión hasta fines de la temporada 2024.

## Selección nacional
Fue convocado por la Selección chilena sub-17 para disputar el Mundial de 2019, participando en los cuatro partidos enfrentados por Chile y marcando dos goles en el último partido ante Brasil.
En septiembre de 2020, fue llamado al microciclo de entrenamiento de la selección de Chile adulta.

#### Participaciones en Copas del Mundo
| Mundial                     | Sede   | Resultado        | Partidos | Goles |
| --------------------------- | ------ | ---------------- | -------- | ----- |
| Copa Mundial Sub-17 de 2019 | Brasil | Octavos de final | 4        | 2     |

### Participaciones en Sudamericanos
| Torneo                      | Sede     | Resultado    | Partidos | Goles |
| --------------------------- | -------- | ------------ | -------- | ----- |
| Sudamericano Sub-20 de 2023 | Colombia | Primera fase | 3        | 0     |

## Estadísticas

### Clubes
| Club                 | Div.             | Temporada        | Liga  | Liga  | Liga   | Copas nacionales | Copas nacionales | Copas nacionales | Copas internacionales | Copas internacionales | Copas internacionales | Total | Total | Total  |
| Club                 | Div.             | Temporada        | Part. | Goles | Asist. | Part.            | Goles            | Asist.           | Part.                 | Goles                 | Asist.                | Part. | Goles | Asist. |
| -------------------- | ---------------- | ---------------- | ----- | ----- | ------ | ---------------- | ---------------- | ---------------- | --------------------- | --------------------- | --------------------- | ----- | ----- | ------ |
| Colo Colo · Chile    | 1.ª              | 2020             | 3     | 0     | 0      | —                | —                | —                | —                     | —                     | —                     | 3     | 0     | 0      |
| Colo Colo · Chile    | 1.ª              | 2021             | 18    | 0     | 2      | 4                | 1                | 0                | —                     | —                     | —                     | 22    | 1     | 2      |
| Colo Colo · Chile    | 1.ª              | 2022             | 1     | 0     | 0      | 1                | 0                | 0                | —                     | —                     | —                     | 2     | 0     | 0      |
| Colo Colo · Chile    | Total club       | Total club       | 22    | 0     | 2      | 5                | 1                | 0                | 0                     | 0                     | 0                     | 27    | 1     | 2      |
| Real Oviedo · España | 4.ª              | 2022-23          | 5     | 0     | 0      | —                | —                | —                | —                     | —                     | —                     | 5     | 0     | 0      |
| Real Oviedo · España | Total club       | Total club       | 5     | 0     | 0      | 0                | 0                | 0                | 0                     | 0                     | 0                     | 5     | 0     | 0      |
| Everton · Chile      | 1.ª              | 2023             | 1     | 0     | 0      | —                | —                | —                | —                     | —                     | —                     | 1     | 0     | 0      |
| Everton · Chile      | 1.ª              | 2024             | 0     | 0     | 0      | 0                | 0                | 0                | —                     | —                     | —                     | 0     | 0     | 0      |
| Everton · Chile      | Total club       | Total club       | 1     | 0     | 0      | 0                | 0                | 0                | 0                     | 0                     | 0                     | 1     | 0     | 0      |
| Total en carrera     | Total en carrera | Total en carrera | 28    | 0     | 2      | 5                | 1                | 0                | 0                     | 0                     | 0                     | 33    | 1     | 2      |
| 1. 2.                |                  |                  |       |       |        |                  |                  |                  |                       |                       |                       |       |       |        |

### Selección
| Selección            | Temporada            | Amistosos | Amistosos | Amistosos | Sudamérica | Sudamérica | Sudamérica | Mundial | Mundial | Mundial | Total | Total | Total  |
| Selección            | Temporada            | Part.     | Goles     | Asist.    | Part.      | Goles      | Asist.     | Part.   | Goles   | Asist.  | Part. | Goles | Asist. |
| -------------------- | -------------------- | --------- | --------- | --------- | ---------- | ---------- | ---------- | ------- | ------- | ------- | ----- | ----- | ------ |
| Sub-17 · Chile       | 2019                 | —         | —         | —         | —          | —          | —          | 4       | 2       | 0       | 4     | 2     | 0      |
| Sub-17 · Chile       | Total                | 0         | 0         | 0         | 0          | 0          | 0          | 0       | 0       | 0       | 4     | 2     | 0      |
| Sub-20 · Chile       | 2021                 | 4         | 1         | 4         | —          | —          | —          | —       | —       | —       | 3     | 1     | 2      |
| Sub-20 · Chile       | Total                | 3         | 1         | 2         | 0          | 0          | 0          | 0       | 0       | 0       | 3     | 1     | 2      |
| Total en selecciones | Total en selecciones | 3         | 1         | 2         | 0          | 0          | 0          | 4       | 2       | 0       | 7     | 3     | 2      |

## Palmarés

### Torneos nacionales
| Título             | Equipo           | País  | Año  |
| ------------------ | ---------------- | ----- | ---- |
| Copa Chile         | C.S.D. Colo-Colo | Chile | 2019 |
| Copa Chile         | C.S.D. Colo-Colo | Chile | 2021 |
| Supercopa de Chile | C.S.D. Colo-Colo | Chile | 2022 |
| Primera División   | C.S.D. Colo-Colo | Chile | 2022 |

## Vida personal
Fue nombrado Joan Manuel en honor al músico español Joan Manuel Serrat.